# Valeyres-sous-Montagny
Valeyres-sous-Montagny es una comuna suiza del cantón de Vaud, situada en el distrito de Jura-Nord vaudois. Limita al norte con las comunas de Orges y Giez, al este con Grandson, al sur con Montagny-près-Yverdon, al suroeste con Champvent, y al oeste con Vuiteboeuf.
La comuna formó parte hasta el 31 de diciembre de 2007 del distrito de Yverdon, círculo de Champvent.

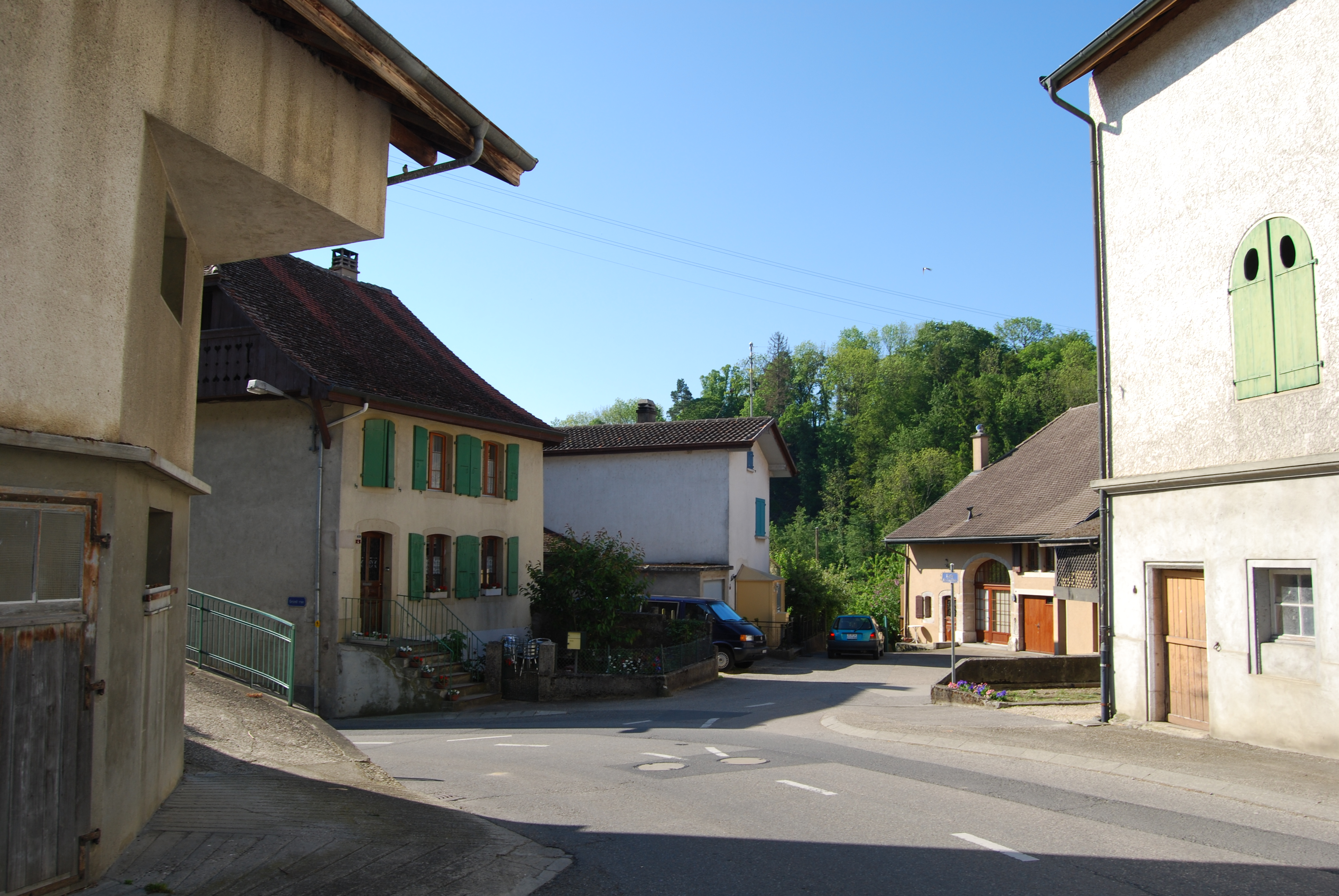
Valeyres-sous-Montagy